# بنک آو امریکا پلازا (آتلانتا)

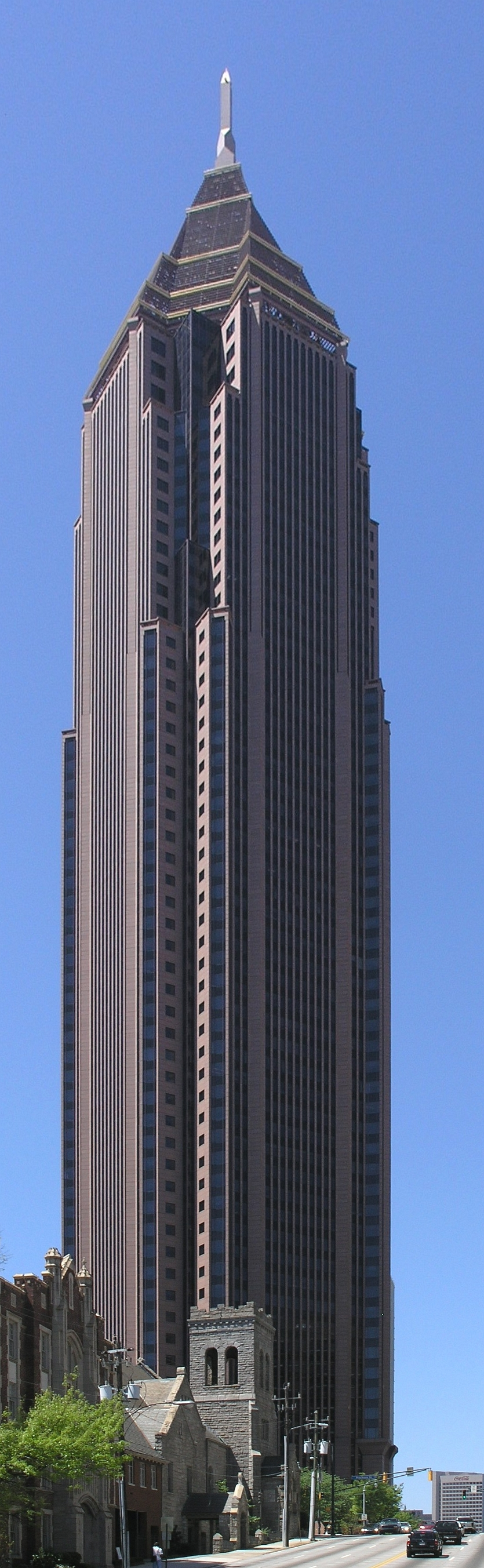

بانک آو آمریکا پلازا (به انگلیسی: Bank of America Plaza) نام برج مرتفع در آتلانتا در جرجیا است.
این برج در ۱۹۹۲ ساخته شد، و ۳۱۲ متر ارتفاع دارد، که در سال ۲۰۰۹ دهمین برج بلند کشور آمریکا بود.
معمار این برج پست‌مدرنیستی، کوین روشه و جان دینکلو است.
شعبه مرکزی بانک آو آمریکا در آتلانتا در اینجا قرار دارد.

## نگارخانه

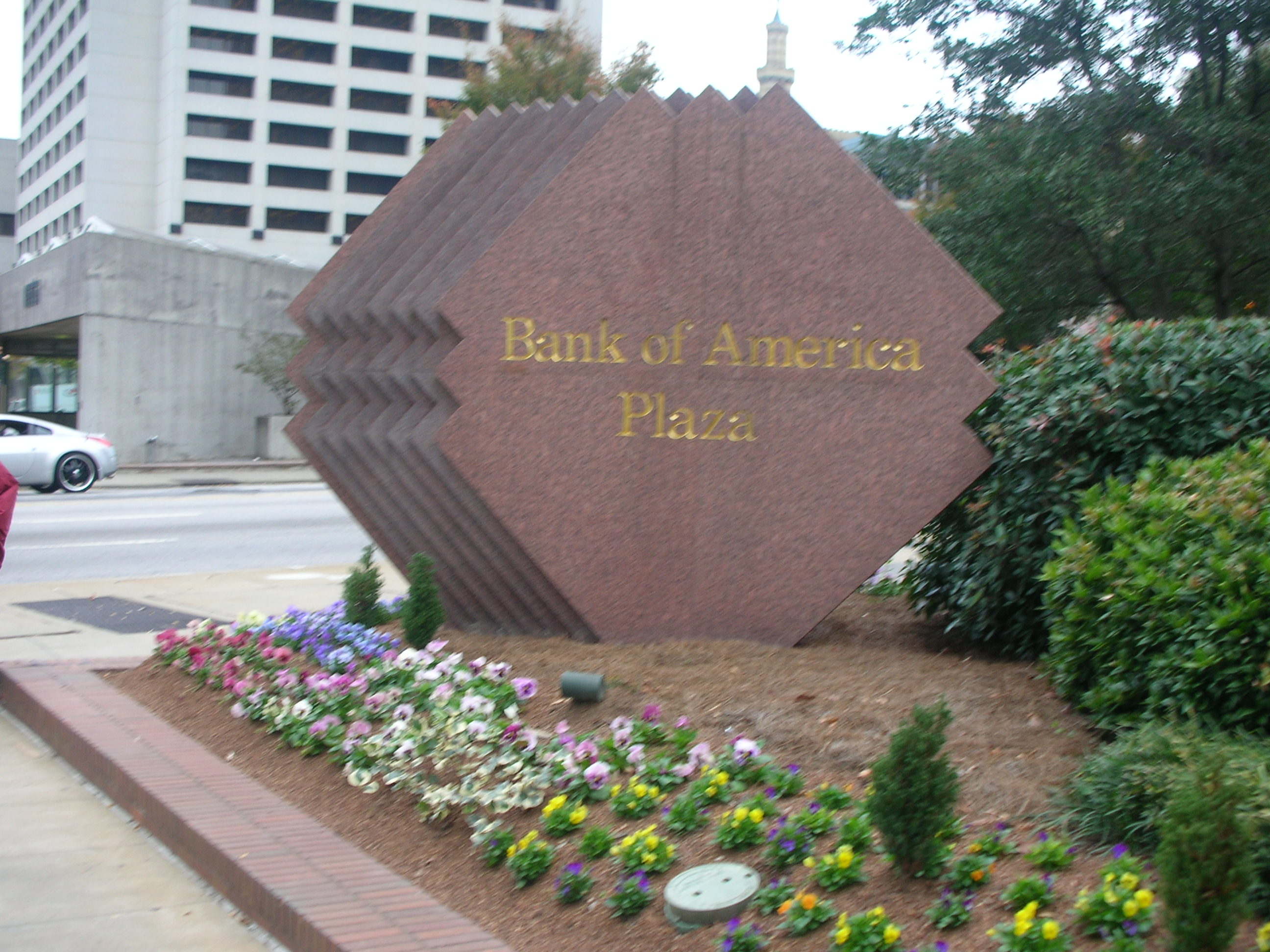
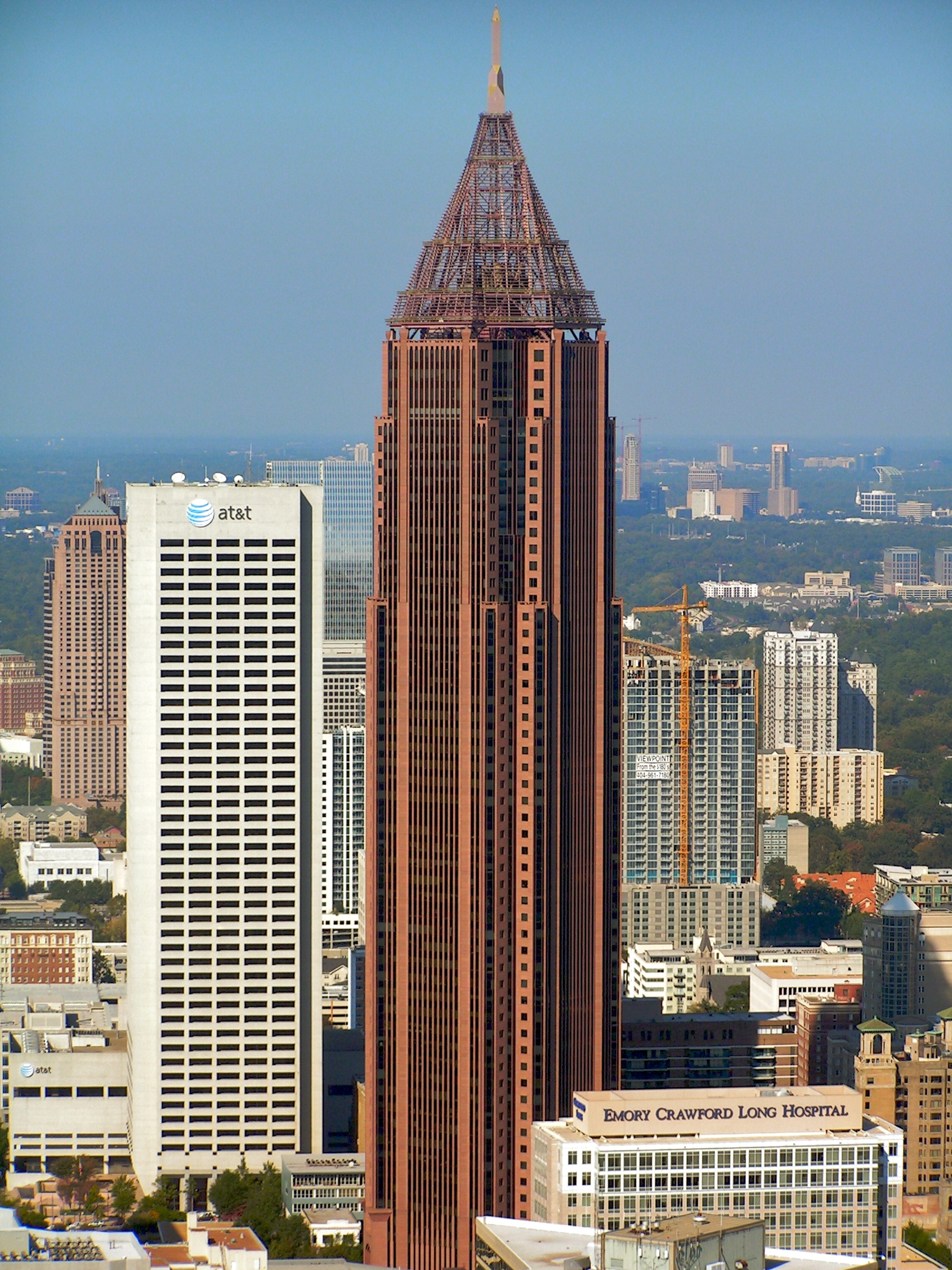
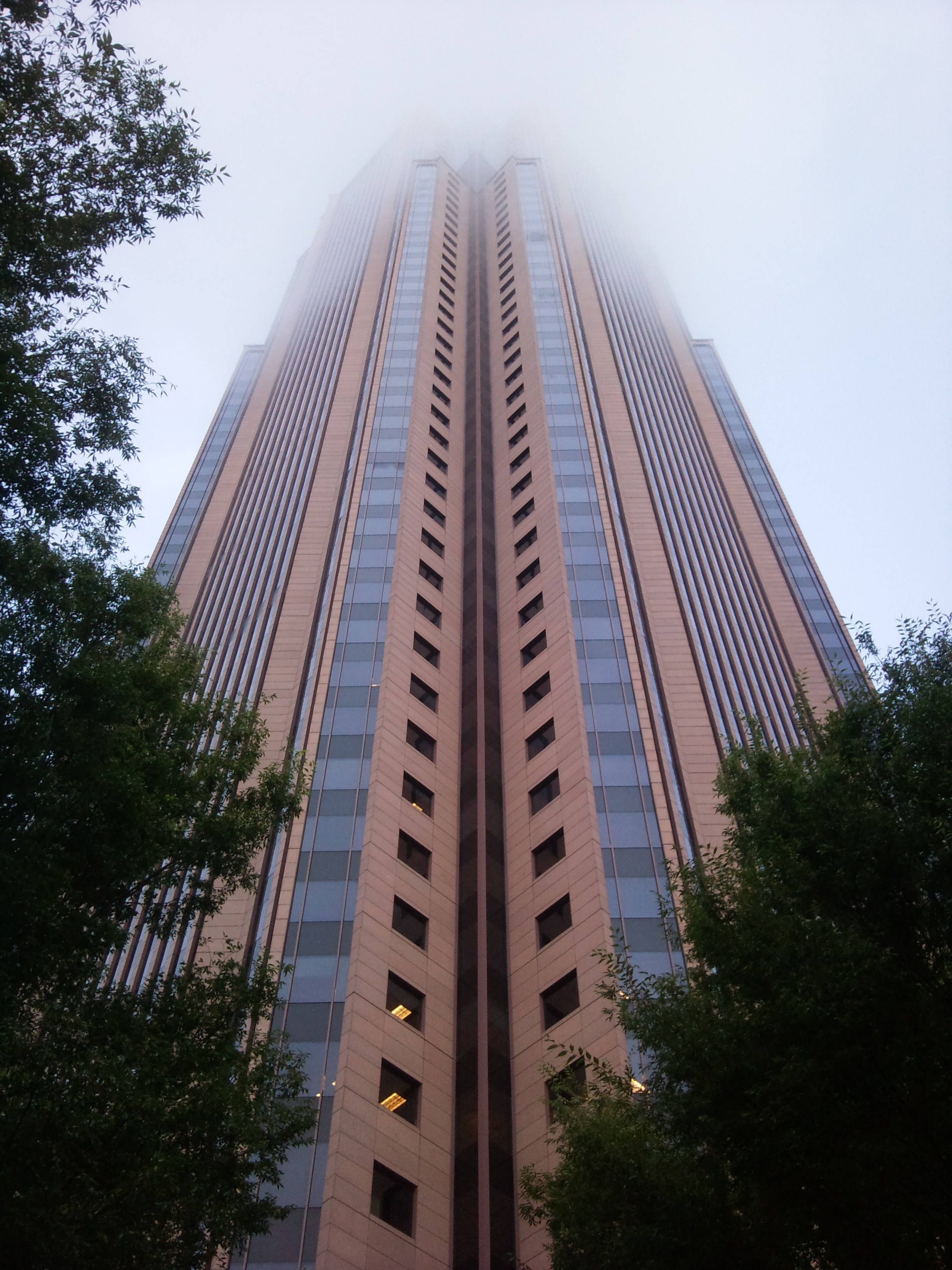